# Arcusa

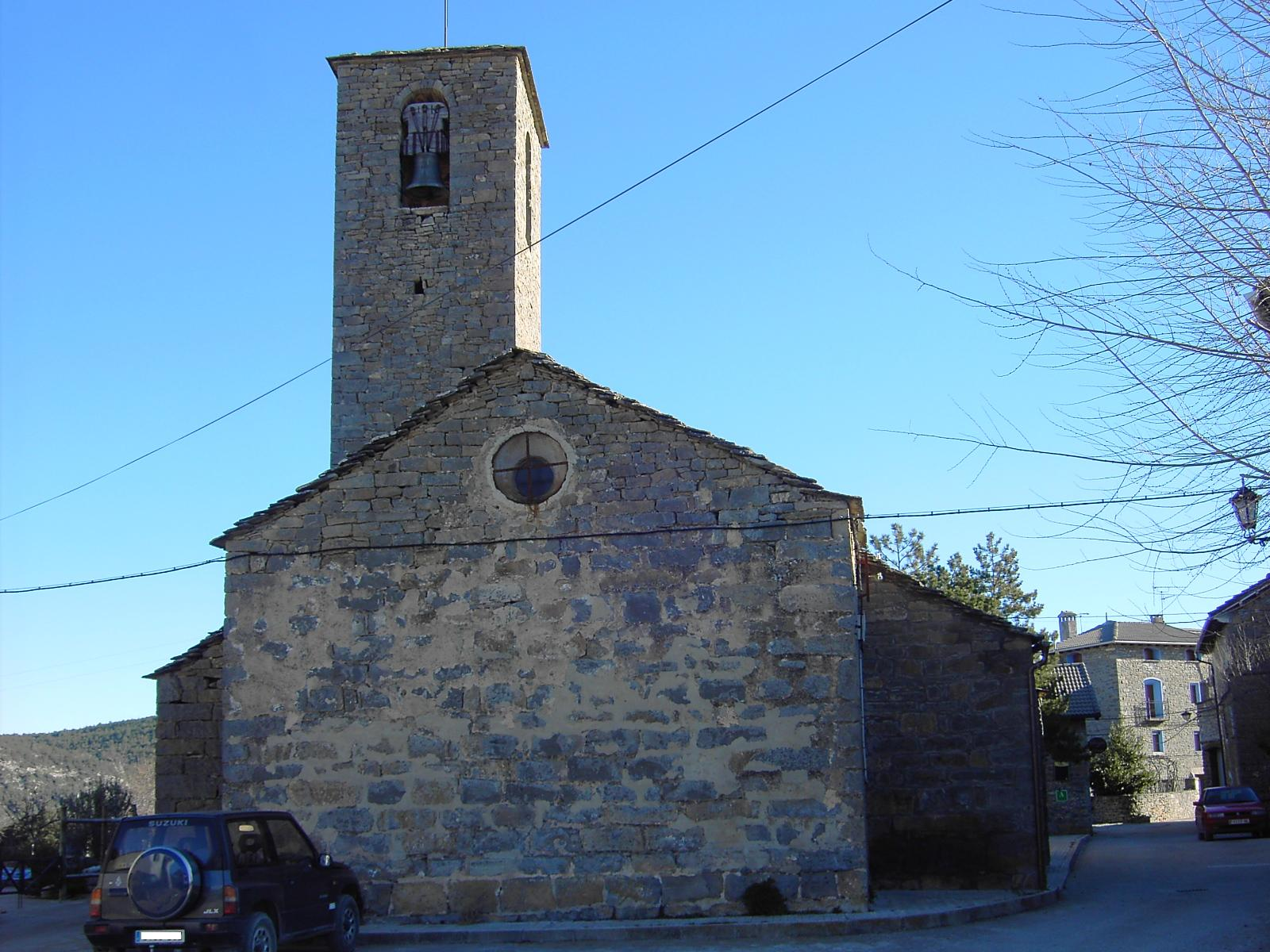
Kościół w Arcusie

Arcusa (arag. L’Arcusa) – miejscowość w Hiszpanii, w Aragonii, w prowincji Huesca, w comarce Sobrarbe, w gminie Aínsa-Sobrarbe.
Według danych INE z 2005 roku miejscowość zamieszkiwało 35 osób. Wysokość bezwzględna miejscowości jest równa 869 metrów. Kod pocztowy do miejscowości to 22330.